# Antonio Skármeta
Esteban Antonio Skármeta Vranicic (Antofagasta, 7 de novembro de 1940 – 15 de outubro de 2024) foi um escritor chileno.

## Biografia
Esteban Antonio Skármeta Vranicic nasceu em 7 de novembro de 1940 em Antofagasta, Chile. Filho de Antonio Skármeta Simunovic e de Magdalena Vranicic, é descendente de croatas. Realizou seus estudos secundários no Instituto Nacional General José Miguel Carrera.
Skármeta estudou Filosofia e Literatura na Universidade do Chile. Seus estudos de filosofia foram realizados sob a direção de Francisco Soler Grima, um filósofo alemão, discípulo de Julián Marías e de José Ortega y Gasset. Suas teses versam sobre o pensamento desse último. Seguindo a linha de Soler, interessou-se pelas filosofias de Jean-Paul Sartre, Albert Camus e Martin Heidegger. Logo realizou estudos nos Estados Unidos e se graduou na Universidade de Columbia.
Por demais, foi membro do Movimento de ação popular e Unitária (MAPU). Em 1964, casou-se com a pintora Cecilia Boisier, com a qual teve dois filhos, Beltrán, escritor e filósofo, e Gabriel, músico.
Em 1969, foi premiado em Havana com o Prêmio Casa das Américas pelo livro de relatos titulado Desnudo en el tejado.
No ano de 1973 era professor de literatura da Universidade do Chile e diretor teatral. Já havia produzido um filme sobre a Unidade Popular com o diretor alemão Peter Lilienthal, no qual publicou mais tarde (1982) a novela La insurrección. Devido ao golpe militar no Chile teve que sair do país em companhia do cineasta Raúl Ruiz. A primeira escala foi a Argentina, onde residiu durante um ano e publicou seu livro de relatos Tiro libre. Logo partiu rumo à Alemanha Ocidental, onde se dedicou ao cinema. Trabalhou como professor na Academia Alemã de Cinema e Televisão em Berlim Ocidental.
Na Alemanha escreveu a história de O carteiro e o poeta, primeiro para a rádio alemã e depois para o mundo (1985).
Antes de voltar ao Chile, Skármeta se casou com Nora Maria Preperski, com a qual teve um filho chamado Fabián. Em 1989 regressou ao Chile após o longo exílio de 16 anos. Criou um programa de televisão chamado O show dos livros.
Em 1994 estreou a segunda versão cinematográfica de O Carteiro e O Poeta, sob o título El cartero de Neruda, no Festival de Veneza. O filme, dirigido por Michael Radford e protagonizado por Massimo Troisi, obteve cinco indicações ao Oscar.
Em 1996 recebeu o Prêmio Internacional de Literatura Bocaccio por sua novela No pasó nada. No ano de 1999 ganhou o Prêmio Altazor graças à publicação de La boda del poeta. Também conquistou o Prêmio Grinzane Cavour.
Em maio de 2000 foi nomeado Embaixador do Chile na Alemanha, cargo que exerceria até fevereiro de 2003. Nesse mesmo ano, recebeu o Prêmio Llibreter pela edição ilustrada de seu relato La composición. No ano de 2001 recebeu o Prêmio Grinzane Cavour pela novela La boda del poeta.
Em abril de 2003 obteve o Prêmio Unesco 2003 de Literatura Infantil e Juvenil em prol da Tolerância, com o livro La redacción. Em outubro desse mesmo ano, sob pseudônimo de María Tornés, Antonio Skármeta recebeu o Prêmio Planeta pela obra El baile de la victoria (O Baile da Vitória).
Em julho de 2004, Skármeta ganhou o Prêmio Municipal de Literatura de Santiago do Chile pelo romance El baile de la victoria.
Em julho de 2006, recebeu o "Prêmio Internacional Ennio Flaiano"  pelo "valor cultural e artístico de sua obra", em particular pelo romance El baile de la victoria.
Skármeta morreu em 15 de outubro de 2024, aos 83 anos.

## Obras
Contos
- El entusiasmo, 1967.
- Desnudo en el tejado, 1969.
- Tiro libre, 1973.

Romances
- Soñé que la nieve ardía, 1975.
- Não foi nada - no original No pasó nada, 1980.
- La insurrección, 1982.
- Brasil: O Carteiro e o Poeta / Portugal: O Carteiro de Pablo Neruda - no original Ardiente paciencia, 1985. Atualmente é publicado como  El Cartero De Neruda.
- Matchball, 1989.
- La composición, 1998.
- A boda do poeta - no original La boda del poeta, 1999.
- A rapariga do trombone - no original La chica del trombón, 2001.
- A dança da vitória: romance - no original El baile de la victoria, 2003.
- Um pai de filme - no original Un padre de película, 2010.
- Os dias do arco-íris - no original Los días del arco iris, 2011.

Teatro
- La búsqueda, 1976.
- No pasó nada, 1977.
- La mancha, 1978.
- La composición, 1979.
- Dieciocho kilates, estreia a 25 de junho de 2010 no Festival Internacional de Teatro de Nápoles.

Literatura infantil
- La composición, conto para crianças, 1998.
- El portero de la cordillera, 2012.

Outros
- Neruda por Skármeta - no original Neruda por Skármeta, 2004.
- El ciclista de San Cristóbal, 1973
- Novios solitarios, 1975.
- La Cenicienta en San Francisco y otros cuentos, 1990.
- Uno a uno: cuentos completos, 1996.
- Antología personal, 2009.